# フォレオ大阪ドームシティ
フォレオ大阪ドームシティ（フォレオおおさかドームシティ）は、大阪府大阪市西区にある複合商業施設。2011年6月16日開業。京セラドーム大阪の西隣に立地し、大和ハウス工業が運営している。

## 概要
大阪市交通局市バス九条営業所跡地「境川用地」（敷地面積 13,700.36m2）に建設された、「健康・スポーツをテーマとした複合商業施設」である。
大阪市交通局が実施した、境川用地の定期借地権方式による事業提案競技には4件の応募があり、審査の結果優秀案に選定された（優秀案の中で最高額の月額賃料を提案した者を事業予定者とするという要綱に従い）「大和ハウス工業株式会社を代表事業者とする共同事業体」（グループ構成：代表事業者 大和ハウス工業、共同事業者 医療法人きつこう会）が事業予定者に決定した。提案・決定した事業内容は、大和ハウス工業が「健康・スポーツをテーマとした複合商業施設（20年間の事業用定期借地権、借地面積 6,007.58m2、月額賃料 1,191円/m2）」、きつこう会が「地域医療の中核となり災害時には地域の医療拠点病院としての機能を整備する総合病院（52年間の一般定期借地権、借地面積 7,692.78m2、月額賃料 1,226円/m2）」で、2007年12月以降に着工し、商業施設は2008年12月、総合病院は2010年2月にそれぞれ開業する予定としていた。しかし、両施設とも当初発表されていた開業時期よりも大幅に遅れ、先に開業予定だった商業施設（フォレオ大阪ドームシティ）よりも、病院（多根総合病院）が先行して開院（2011年3月1日）している。
大和ハウス工業は2011年6月14日のニュースリリースで、施設コンセプトは、健康、スポーツ、安心をテーマとする「ウェルネス･コンプレックス」とし、また、当施設の大阪市との事業用定期借地契約期間は、2031年までの21年間であると発表している。

## 沿革
- 2006年（平成18年）11月24日 - 大阪市交通局は境川用地の開発で、「定期借地権方式による事業提案競技を実施する」と発表[1]。
- 2007年（平成19年）
  - 4月20日 - 大阪市交通局は境川用地開発の事業提案競技により、事業予定者に「大和ハウス工業株式会社を代表事業者とする共同事業体」が決定したと発表[2]。
  - 12月20日 - 大阪市交通局は、境川用地での土壌調査結果と、（一部の有害物質で基準値を上回る地点が見つかったため）その対策を発表[3]。
- 2010年（平成22年）8月 - フォレオ大阪ドームシティの建設工事開始。
- 2011年（平成23年）
  - 3月1日 - 境川用地内に多根総合病院（医療法人きつこう会）が移転、開院。
  - 6月14日 - 大和ハウス工業がフォレオ大阪ドームシティの詳細を発表[4]。
  - 6月16日 - フォレオ大阪ドームシティ開業。

## 主なテナント
出店テナントの詳細は公式サイト「ショップ情報」を参照。
- スポーツクラブNAS
- エディオン[注 1]
- 西松屋
- しまむら
- アベイル
- ユニクロ
- こども英会話のミネルヴァ